# Ouratea hassleriana
Ouratea hassleriana är en tvåhjärtbladig växtart som beskrevs av Chod.. Ouratea hassleriana ingår i släktet Ouratea och familjen Ochnaceae. Inga underarter finns listade i Catalogue of Life.